# Jacques Singer
Jacques Singer (* 9. Mai 1910 in Przemyśl, Österreich-Ungarn; † 11. August 1980 in New York City) war ein US-amerikanischer Violinist und Dirigent polnischer Herkunft. Als Musiker war er zunächst beim Philadelphia Orchestra tätig. Danach leitete er verschiedene Sinfonieorchester u. a. das Dallas Symphony Orchestra und das Vancouver Symphony Orchestra.

## Leben
Singer stammte aus einer jüdischen Familie in Galizien (heute Polen). Sein Vater war selbst Dirigent und Chorleiter, sodass er in seiner Heimat ersten Violinunterricht erhielt. Mit sieben Jahren gab er dann sein erstes Konzert.
1921 wanderte seine Familie in die USA aus und machte sich in Jersey City ansässig. Als Kind debütierte er in der New Yorker Town Hall. Mithilfe eines Stipendiums studierte er zunächst bei Carl Flesch am Curtis Institute of Music in Philadelphia sowie später bei Leopold Auer. An der Juilliard Graduate School waren Paul Kochanski und Rubin Goldmark seine Lehrer. Mit achtzehn Jahren und damit als damals einer der jüngsten Musiker wurde er Violinist beim Philadelphia Orchestra, das unter der musikalischen Leitung von Leopold Stokowski stand. Er spielte u. a. unter Arturo Toscanini, Fritz Reiner, Albert Coates, Otto Klemperer und Eugene Ormandy.
Stokowski empfahl ihn 1938 nach Dallas, wo er bis 1942 das Dallas Symphony Orchestra leitete. Im Zweiten Weltkrieg diente er als Militärmusiker in der US Army. Nach seiner Rückkehr dirigierte er zunächst bei den Sommerkonzerten der New Orleans Symphony sowie beim Toronto Symphony Orchestra. Von 1947 bis 1951 war er Musikdirektor bzw. Dirigent des Vancouver Symphony Orchestra in Kanada. In Folge von Meinungsverschiedenheiten um das Budget trennten sich die Wege. Danach versuchte er ein Konkurrenzorchester aufzubauen.
1952 trat er am Broadway in New York auf, 1953 war er Gastdirigent beim Israel Philharmonic Orchestra, beim Jerusalemer Radio-Orchester und beim Haifa Symphony Orchestra. 1954 gab er sein erstes Konzert mit dem Corpus Christi Symphony Orchestra in Texas, dem er von 1955 bis 1962 vorstand. Von 1962 bis 1972 war er ständiger Dirigent und Musikdirektor der Oregon Symphony in Portland. Danach dirigierte er in das American Symphony Orchestra in New York. Von 1977 bis 1980 war er Artist in Residence an der Northern Illinois University in DeKalb und dirigierte das Illinois Philharmonic Orchestra.
Singer war verheiratet und Vater von vier Kindern, darunter die Schauspieler Marc Singer (* 1948) und Lori Singer (* 1957). Sein Neffe ist der Filmproduzenten Bryan Singer. Singer verstarb 1980 in seiner Wohnung in Manhattan.